# Comité national de libération de la Yougoslavie
Pour les articles homonymes, voir Comité de libération.
Le Comité national de libération de la Yougoslavie (serbo-croate : Nacionalni komitet oslobođenja Jugoslavije, en cyrillique Национални комитет ослобођења Југославије ; slovène : Nacionalni komite osvoboditve Jugoslavije ; macédonien : Национален комитет за ослободување на Југославија ; abrégé en NKOJ) est le gouvernement provisoire proclamé le 29 novembre 1943 par les Partisans, le mouvement de résistance communiste dirigé par Tito, durant l'occupation de la Yougoslavie par l'Axe. La création du Comité national de libération avait pour but de concurrencer la légitimité du gouvernement royal en exil à Londres tout en affirmant celle des communistes pour diriger après-guerre la Yougoslavie reconstituée. Il a existé jusqu'au 6 mars 1945, date à laquelle il a été remplacé par un nouveau gouvernement provisoire, toujours dirigé par Tito.

## Historique
En novembre 1942, Tito réunit dans la base partisane de Bihać le Conseil antifasciste de libération nationale de Yougoslavie (AVNOJ), une assemblée de 54 délégués, comptant des membres du Parti communiste de Yougoslavie et des sympathisants, ainsi que quelques notables d'avant-guerre issus du  Parti démocrate, de l'Organisation musulmane et du Parti paysan croate, ainsi que des prêtres orthodoxes. Désireux de former « une sorte de gouvernement », il y renonce à la demande de Staline, qui a toujours des relations diplomatiques avec le gouvernement royal en exil et ne souhaite pas se mettre en porte-à-faux avec les autres Alliés. Tito crée alors un « comité exécutif », qui n'est pas officiellement un gouvernement, mais agit comme tel. Un an plus tard, lorsque l'AVNOJ tient sa deuxième session à Jajce, les Partisans ont gagné du terrain, et créé plusieurs équivalents locaux du Conseil antifasciste de libération nationale. Le 29 novembre 1943 tout en présentant leur projet de reconstitution de la Yougoslavie sur une base fédérale qui respecterait l'égalité entre les nationalités, les communistes proclament cette fois officiellement un gouvernement, le Comité national de libération de la Yougoslavie, qui se fait connaître comme le seul gouvernement légitime du pays et se pose ainsi en concurrent direct de celui de Londres. Les délégués de l'AVNOJ décrètent que les pouvoirs du gouvernement en exil sont désormais transférés au Comité national de libération. Cette proclamation est pour Tito un moyen d'affirmer et de renforcer sa légitimité politique, afin de gagner à sa cause les Yougoslaves qui ne sont pas encore prêts à renoncer à la monarchie. Staline est irrité de cette initiative, mais les Anglo-américains, qui ont décidé lors de la conférence de Téhéran de soutenir exclusivement la résistance communiste jugée plus efficace, ne réagissent pas,. 
Le Comité national de libération s'efforce de trouver un équilibre entre les différentes nationalités yougoslaves : le serbe Moša Pijade et le slovène Edvard Kardelj comptent parmi les vice-premiers ministres. Les Partisans s'attachent également à ne pas présenter leur gouvernement comme une entité exclusivement communiste : divers « compagnons de route » qui ne sont pas membres du Parti communiste de Yougoslavie, comme l'écrivain et militant chrétien de gauche Edvard Kocbek, en font partie, de même que des hommes politiques issus de formations comme le Parti paysan croate ou le Parti démocrate. 
En 1944, Ivan Šubašić, Premier ministre du gouvernement en exil, parvient à un accord avec Tito en vue de la formation d'un gouvernement d'union nationale réunissant tous les courants de la résistance yougoslave, mais celle-ci doit attendre mars 1945, plusieurs mois après que les Partisans ont réussi à prendre Belgrade. Après que le roi Pierre II a donné son aval sur l'insistance de Churchill, le Comité national de libération remet le 6 mars sa démission à l'AVNOJ, en même temps que le gouvernement royal remet la sienne au conseil de régence. Les deux gouvernements yougoslaves sont aussitôt remplacés par un nouveau gouvernement provisoire, toujours dirigé par Tito et très largement dominé par les communistes, qui prennent ensuite rapidement le contrôle total du pays.

## Composition
- Josip Broz Tito (Parti communiste de Yougoslavie, PCY), Premier ministre, commissaire à la défense[4]
- Edvard Kardelj (PCY), Vice-premier ministre
- Vladislav S. Ribnikar (PCY), Vice-premier ministre, commissaire à l'information
- Božidar Magovac (Parti paysan croate, HSS), Vice-premier ministre (jusqu'en août 1944)
- Franjo Gaži (HSS), Vice-premier ministre (à partir d'août 1944)
- Moša Pijade (PCY), Vice-premier ministre
- Josip Smodlaka (Parti démocrate croate), commissaire aux affaires étrangères
- Vladimir Bakarić (PCY), ministre sans portefeuille
- Vlado Zečević (PCY), commissaire à l'intérieur
- Edvard Kocbek (Chrétiens-sociaux slovènes), commissaire à l'éducation
- Ivan Milutinović (PCY), commissaire à l'économie (jusqu'en octobre 1944)
- Dušan Sernec (Parti populaire slovène), commissaire aux finances
- Sreten Žujović (PCY), commissaire aux transports
- Milivoje Jambrišak, commissaire à la santé (jusqu'en décembre 1943)
- Zlatan Sremec, commissaire à la santé (à partir de décembre 1943)
- Todor Vujasinović, commissaire à la reconstruction économique
- Anton Kržišnik, commissaire aux affaires sociales
- Frane Frol, commissaire à la justice
- Mile Peruničić (Parti démocrate), commissaire au ravitaillement
- Rade Pribićević, commissaire aux travaux publics
- Sulejman Filipović, commissaire aux forêts et aux mines